# Shahrestān-e Narmāshīr
Shahrestān-e Narmāshīr (persiska: شهرستان نرماشير, نرماشير) är en delprovins (shahrestan) i Iran.   Den ligger i provinsen Kerman, i den sydöstra delen av landet, 1 000 km sydost om huvudstaden Teheran.
Delprovinsen hade 54 228 invånare 2016.